# 張楚林
張楚林（?—?），陝西省榆林府榆林縣人，清朝政治人物、同進士出身。
光緒三年（1877年），参加丁丑科殿試，登進士三甲第107名。同年五月，經吏部掣簽，授即用知縣，其子为著名报人张季鸾。
。